# Jasselda
Die Jasselda (belarussisch Ясельда, polnisch Jasiołda) ist ein linker Nebenfluss des Prypjat. Sie durchfließt die historische Landschaft Polesien. Die Quelle liegt im Rajon Pruschany in der Breszkaja Woblasz. Sie durchfließt die beiden Seen Motalskaje und Sporauskaje.
Ihre Länge beträgt 250 km, ihr Einzugsgebiet hat eine Fläche von 7790 km². Im Oberlauf durchfließt die Jasselda den Białowieża-Urwald. Das Umland besteht aus Sumpfgebieten. Das Gebiet ist im Winter schneereich.
Die Zuflüsse der Jasselda sind rechtsseitig der Kanal Winez und linksseitig die Schyhuljanka (belarussisch Жыгулянка), sowie der Ahinski Kanal.
Das Tal der Jasselda hat durchschnittlich eine Breite von 2 bis 4 Kilometern, an der breitesten Stelle 8 Kilometer. Das Ufer ist beidseitig mit sumpfigen Auen umgeben, diese Feuchtgebiete haben im Oberlauf eine Breite von 800 Metern bis zu 1,2 km, im Unterlauf ist das Feuchtgebiet 1,5 bis 6 Kilometer breit. Im Oberlauf ist der Fluss kanalisiert und 15 bis 25 Meter breit. Im Unterlauf nimmt er eine Breite von bis zu 60 Metern ein, ist dort jedoch nicht sonderlich tief. Nach dem Zufluss der Schyhuljanka nimmt das Gefälle zu. Den Wasserhöchststand erreicht der Fluss Ende März. Die Jasselda bildet zusammen mit dem Ahinski-Kanal und der Schtschara ein Gewässersystem. Der Fluss ist größtenteils schiffbar, von der Mündung bis zur Pinsk-Lohyshyn-Brücke. Am Ufer gibt es mehrere Dörfer und archäologische Grabungsstätten mit Funden aus der Jungsteinzeit, Siedlungen aus Bronzezeit und Eisenzeit.